# Ferdinando Pontelibero
Ferdinando Pontelibero   (Como, 1770 - Milà, 1835), fou un compositor i violinista italià, conegut també com a Ajutantini, que va viure a principis del segle xix).
Va compondre els ballets següents Zulima (1800); Sadak e Kalasrod (1801); Il sacrifizio di Curzio (1803); Alcina e Ruggiero (1805); Cambise in Egitto (1809), i Ramese (1819). A més publicà tres quartets, tres trios i dos duets per a instruments d'arc.